# Rubeus (personaje de Sailor Moon)
Rubeus es un integrante de los "Black Moon", personajes de ficción de la serie manga y anime Sailor Moon (en japonés: 美少女戦士セーラームーン), creada por Naoko Takeuchi en el año 1992. Es uno de los antagonistas que hizo su aparición tanto en la versión del manga, en el arco argumental conocido como Black Moon, como en la saga de Sailor Moon R (episodios 47-89) de la versión del animé.

## Perfil
Rubeus vive en el futuro, en el siglo 30, y es uno de los miembros de un grupo que se hace llamar Clan de la Luna Negra o Familia de la Luna de las Tinieblas, y que son también conocidos como Black Moon. Tanto en la versión del manga como en la del animé, se cuenta que este grupo se formó luego de que la protagonista, Usagi Tsukino, se convirtiera en soberana y protectora de la Tierra, con el nombre de "Neo Reina Serenity". Una vez en el trono, ella inició importantes cambios que mejoraron la vida de todos en el planeta, aunque trajeron el descontento de algunos de los habitantes, los cuales más tarde darían origen al Clan de Black Moon.
El objetivo de este clan es conquistar el planeta Tierra del siglo 30 con ayuda del poder de un cristal llamado el Cristal Oscuro. Para esto intentan destronar a la Neo Reina Serenity, que protege al planeta con el poder del Cristal de Plata, y atacan la ciudad donde ella vive, llamada Tokio de Cristal. Cuando la hija de la Neo Reina, Chibiusa, escapa de su ataque viajando por el tiempo al siglo XX, Rubeus lidera el grupo de integrantes del clan que viajan también al pasado para perseguirla. Una vez allí, Chibiusa consigue la protección de su futura madre, quien es todavía entonces la adolescente Usagi Tsukino que combate el mal disfrazada de la justiciera Sailor Moon. Rubeus y sus compañeros de la Luna Negra llegan al siglo XX y reciben como tarea evitar a toda costa que el reinado de ella en su propia época llegue a hacerse una realidad. Es entonces cuando Rubeus se convierte en el líder del equipo que toma a su cargo la misión de derrotar a Sailor Moon y sus aliados definitivamente, para así cambiar la historia. 
Rubeus es un hombre cruel, sin escrúpulos y con un sentido del humor casi mordaz. En el siglo XX, tiene bajo sus órdenes a otras cuatro integrantes del Clan de la Luna de las Tinieblas, las Cuatro Hermanas de la Persecución, que se llaman Karmesite, Berjerite, Petzite y Kalaberite.
En la versión del animé es también un ser egoísta, insensible y perfeccionista empedernido, que se hace llamar Señor Rubeus. Le gusta hacer sentir su superioridad sobre otros y es muy desconfiado. Tanto él como las cuatro Hermanas de la Persecución utilizan una extraña nave espacial para viajar al siglo XX. Rubeus tiene la capacidad de levitar en el aire así como de lanzar rayos de energía oscura de sus manos. Aunque está consciente de que una de las hermanas, Karmesite, está enamorada de él, esto no le importa en lo mínimo, e incluso se burla de ella y la humilla por tener un sentimiento que él considera ridículo e inútil.

## Diferencias en la Historia
La parte de la metaserie en la que apareció este personaje sufrió algunos cambios en su pasaje del manga original a la versión animada. A esto se debe que en ambas versiones, estos personajes hayan sufrido notables diferencias.

### Manga
En la versión del manga, el cambio que realizó la Neo Reina Serenity fue el de otorgar a todas las personas de la Tierra una longevidad de miles de años, con ayuda del poder de su Cristal de Plata. Además su reinado logró también convertir al planeta en un lugar pacífico. Algún tiempo después, la ciudad de Tokio de Cristal fue atacada por un criminal conocido como el Fantasma de la Muerte, quien tenía en la frente la marca de una luna creciente de color negro. Fue apresado por la Neo Reina y enviado a un planeta desolado del Sistema Solar, llamado Némesis. Desafortunadamente, allí él encontró un cristal cuyo poder rivalizaba con el Cristal de Plata de la Neo Reina, al que dio el nombre de Cristal Oscuro. Desterrado durante siglos, el Fantasma de la Muerte acabó por fusionarse con el planeta Némesis y con el Cristal Oscuro, convirtiéndose los tres en uno solo y jurando venganza. 
Su oportunidad de vengarse le llegó por fin siglos más tarde, cuando encontró en la Tierra a un grupo de personas llenas de maldad y ansias de poder, que se rebelaban contra la Neo Reina Serenity porque creían que los cambios introducidos por ella eran antinaturales. Entonces el Fantasma de la Muerte asume el disfraz de un misterioso ser llamado el "Gran Sabio" y los convence de ir a Némesis a buscar el Cristal Oscuro cuyo poder les ayudaría a destronarla. Estas personas rebeldes, entre las que se encontraba Rubeus, se hacen lamar a partir de entonces "Black Moon" puesto que adoptan como símbolo la marca de la luna negra creciente. 
En la versión del manga, Rubeus y las Cuatro Hermanas de la Persecución tienen como misión inicial guiar a los golems del grupo Black Moon a infiltrarse en la sociedad de Tokio del siglo XX. Para esto, los golems matan a algunos de los ciudadanos con el motivo de tomar su lugar y así hacerse pasar por personas normales, para ir apoderándose de la ciudad poco a poco, como parte de su plan de cambiar la historia. Como Sailor Moon y sus amigas, las Sailor Senshi, descubren a los golems y empiezan a destruirlos, Rubeus y las Hermanas de la Persecución se enfrentan a ellas. Sin embargo el líder del Clan de la Luna Negra, el príncipe Diamante, les ordena raptar a las Sailor Senshi y llevarlas al siglo 30 para obligar a Sailor Moon a viajar al futuro a rescatarlas. 
Rubeus envía a cada una de las cuatro Hermanas por turno a secuestrar a una de las Sailor Senshi. Cada vez que éstas fracasan y son destruidas, Rubeus se hace cargo de raptar a la Sailor Senshi elegida personalmente. Al final logran secuestrar a Sailor Mars, Sailor Mercury y Sailor Jupiter, pero Sailor Moon los detiene antes de que logren llevarse también a Sailor Venus. 
Después de que todas las Hermanas de la Persecución perecen, Rubeus regresa al siglo 30 y Sailor Moon lo sigue para recuperar a sus amigas. Cuando ésta usa todo su poder para enfrentarse a él y a resto del Clan de la Luna Negra, Rubeus se da cuenta de que no es lo suficientemente poderoso para pelear contra ella y trata de escapar. Es entonces que el Gran Sabio lo mata como castigo a su cobardía, siendo ese el fin de este personaje.

### Animé
En la versión del animé se cuenta que una vez en el trono, la Neo Reina Serenity, purificó a todos los habitantes de la Tierra, liberándolos de toda ansia de maldad con el poder del Cristal de Plata. Los miembros de Black Moon descienden de personas que se fueron de la Tierra porque no querían ser purificados. Se refugiaron en Némesis, pero sus descendientes anhelaban poder volver a vivir en su antiguo hogar. Entonces apareció un hombre llamado Gran Sabio y los convenció de que, como las personas de la Tierra eran sus enemigos, para poder vivir allí tendrían que tomar el planeta por la fuerza con ayuda del poder del Cristal Oscuro. Es entonces cuando ellos asumen la identidad del grupo Black Moon y deciden atacar la ciudad de Tokio de Cristal. 
Rubeus y la Cuatro Hermanas de la Persecución deben en esta versión lograr vencer a Sailor Moon y las Sailor Senshi para capturar a Chibiusa y arrebatarle el Cristal de Plata, que ella tiene en su poder. Rubeus es el encargado de ordenar a las Hermanas de la Persecución en qué lugar deben realizar su misión y asegurarse de que todo salga perfecto, puesto que tiene una gran responsabilidad ante el príncipe Diamante, líder absoluto del Clan de la Luna Negra o Familia de la Luna de las Tinieblas. Sin embargo, al final las Hermanas de la Persecución son derrotadas y él es quien queda a cargo de realizar su misión personalmente. 
Una vez que todas sus estrategias fallan, Rubeus rapta a Sailor Senshi y las aprisiona dentro de grandes cruces hechas de cristal negro, en el interior de su nave espacial. Sailor Moon va en ayuda de ellas con Chibiusa y descubren que Rubeus obtiene su poder de uno de los fragmentos del Cristal Oscuro, el cual usa para atacar a Sailor Moon y elevar la nave. Chibiusa logra destruir el fragmento de cristal mientras Rubeus ataca a Sailor Moon, causando que la nave espacial se incendie. Sailor Moon y las Sailor Sesnhi se escapan con Chibiusa por medio de su técnica de teletransportación. En cambio Rubeus muere entre las llamas, al no poseer poderes con los cuales huir también del lugar.
Cuando él es eliminado, Sailor Moon y sus amigos viajan al futuro para detener al resto del clan del que él forma parte. La misión de acabar con Sailor Moon y las Sailor Senshi queda entonces a cargo de Esmeralda, otra integrante de la Familia de la Luna de Las Tinieblas, quien muchas veces se burlaba de Rubeus pues lo consideraba un fracasado.
- Datos: Q6113100